# بلاوتو غيماريز
بلاوتو غيماريز (بالبرتغالية: Plauto Guimarães‏) هو سبّاح برازيلي، مثّل بلاده في الألعاب الأولمبية الصيفية 1948.

## روابط خارجية
بلاوتو غيماريز على موقع الاتحاد الدولي للسباحة (الإنجليزية)
- بلاوتو غيماريز على موقع أوليمبيديا (الإنجليزية)